# Альтшулер, Лев Владимирович
Лев Влади́мирович Альтшу́лер (9 ноября 1913, Москва — 23 декабря 2003, там же) — советский физик, основоположник советской научной школы динамической физики высоких давлений. Доктор физико-математических наук, профессор. Лауреат трёх Сталинских, Ленинской и премии Правительства РФ. Участник Великой Отечественной войны.

## Биография
Родился 9 ноября 1913 года в Москве в семье Владимира Александровича Альтшулера (впоследствии стал ответственным служащим Наркомата финансов) и Анны Львовны Кершнер. После окончания школы в 1930 году — работал.
В 1932 году, поступил в Рентгеновскую лабораторию Вечернего машиностроительного института, научным руководителем которой был профессор Е. Ф. Бахметьев — крупный специалист в области рентгеноструктурного анализа. В 1933 году поступил на физический факультет МГУ, который досрочно окончил в 1936 году со специализацией по кафедре металлофизики.
В 1940 году был призван в армию, участник Великой Отечественной войны, старший техник-лейтенант бомбардировочной авиации. В 1942 году по ходатайству АН СССР был отозван обратно в институт. В 1943 году защитил кандидатскую диссертацию.
В 1946—1969 годах разрабатывал советское ядерное оружие в ВНИИ экспериментальной физики (ВНИИЭФ, Саров).
В 1951 году попал в опалу из-за высказываний по вопросам музыки и биологии. Однако солидарность учёных ВНИИЭФ позволила ему продолжить работу в институте. Напряжение в отношениях с властями выразилось, в частности, в отказе выдвинуть его в члены-корреспонденты АН СССР, что и стало причиной его ухода из ВНИИЭФ в 1969 году.
В 1969—1989 годах — заведующий лабораторией во ВНИИ опытно-физических измерений (Москва).
С 1989 года работал главным научным сотрудником Института теплофизики экстремальных состояний объединённого института высоких температур РАН.
Основные труды — в области физики высоких давлений, ударных волн, детонационных явлений, рентгеноструктурного анализа.
Умер 23 декабря 2003 года. Похоронен в Москве на Востряковском кладбище (уч. 4).

## Семья
- Жена — Мария Парфеньевна Сперанская (1916—1977)
  - Сын — Борис (род. 1939), физик-теоретик, правозащитник, биограф Андрея Сахарова, член ОП РФ в 2010—2014 гг.)[5].
  - Сын — Александр (род. 1945)
  - Сын — Михаил (род. 1955)

## Награды и звания
- Ленинская премия (7.3.1962)
- Сталинская премия второй степени (1946) — за изобретение методов мгновенного фотографирования рентгеновскими лучами и их применение к исследованию процессов взрыва и удара
- Сталинская премия второй степени (29.10.1949) — за разработку методики исследования плотности и максимальных давлений в центральной части атомной бомбы
- Сталинская премия первой степени (31.12.1953) — за разработку кинематики и динамики обжатия взрывом применительно к изделиям РДС-6с и РДС-5
- три ордена Ленина
- орден Отечественной войны II степени [6]
- премия Американского физического общества (1991)
- премия Правительства Российской Федерации в области науки и техники (1998) — за экспериментальное исследование сжатия веществ при сверхвысоких давлениях подземных ядерных взрывов[7]